# Titanal
Titanal è il nome commerciale di alcune leghe metalliche leggere per utilizzi speciali.

## Titanal AMAG
Il Titanal AMAG è una lega a base di alluminio così composta (le percentuali devono considerarsi indicative):
- alluminio 88,6%
- rame 1,7%
- zinco 7,0%
- zirconio 0,1%
- magnesio 2,5%

Il Titanal è stato sviluppato dalla società austriaca AMAG - Austria Metall AG negli anni ottanta del XX secolo.
Data la preponderanza di alluminio, la lega ha densità inferiore a quella del titanio, avendo la stessa resistenza meccanica; presenta, infatti, caratteristiche di elevata duttilità, malleabilità e flessibilità, fattori che le garantiscono una migliore resistenza alla torsione rispetto al titanio.
Il Titanal è utilizzato principalmente per la costruzione degli sci da neve e dei relativi bastoncini, di ramponi, ma anche, fra l'altro, di pale per spalare la neve e racchette da tennis.

## Altre leghe denominate Titanal
Una lega di alluminio pure denominata Titanal è prodotta da una società inglese.
Tale lega è così composta:
- rame: 12%
- ferro: 0,5%
- silicio: 0,5%
- magnesio: 0,8%
- alluminio: a bilancio

Inoltre, esiste una lega nichel-titanio (45-60% nichel, 40-50% titanio) pure chiamata Titanal. Essa è principalmente utilizzata per la realizzazione di fili metallici ad uso odontoiatrico.